# Nanette Edens
Nanette Edens (Groningen, 10 augustus 1969) is een Nederlandse actrice en theaterregisseur. Zij is vooral bekend als toneelactrice. In 2010 ontving zij de Colombina voor haar rol als weduwe in het stuk Amora (Het Zuidelijk Toneel).
Zij begon bij de Vooropleiding Theater in Groningen en vervolgde haar theateropleiding aan de Toneelschool Arnhem van 1991 tot 1994, waarna ze samenwerkte met Leonard Frank en Frans Strijards. Vervolgens werkte ze met De Theatercompagnie en het Nationale Toneel en kwam ze in 2005 terecht bij ZT Hollandia, dat hetzelfde jaar weer zijn oude naam Het Zuidelijk Toneel (HZT) aannam. Drie jaar later trad ze toe tot de vaste spelersgroep van datzelfde HZT. Naast acteren op het toneel heeft ze ook eens geregisseerd: in 2008 regisseerde ze Mezelf In Elf Stukken. Datzelfde jaar speelde ze ook in de televisiefilm van de VPRO getiteld Landje.

## Theaterwerk (onvolledig)
- 1996 - Een weekend Prwx-Q-Stradeel (Theater het Hof)
- 1998 - Een Golem (Theater van het Oosten)
- 2000 - Van de brug af gezien (Theater van het Oosten)
- 2002 - Het vuil, de stad en de dood (Nationale Toneel)
- 2004 - Ludmilla (Nationale Toneel)
- 2005/2006 - 4.48 Psychose (Het Zuidelijk Toneel)
- 2005/2006 - Fragmenten (Het Zuidelijk Toneel)
- 2005/2006 - De nacht zingt zijn eigen lied (Het Zuidelijk Toneel)
- 2006/2007 - Lichaam (Het Zuidelijk Toneel)
- 2008/2009 - De grote verkiezingsshow (Het Zuidelijk Toneel)
- 2008/2009 - Victory Boogie Woogie (Het Zuidelijk Toneel)
- 2006/2007 - Breekbaar (Het Zuidelijk Toneel)
- 2007/2008 - De gebroeders Ouedraogo (Het Zuidelijk Toneel)
- 2008/2009 - Analemma, het verborgen straattheater  (Het Zuidelijk Toneel)
- 2010 - Hé jij daar... (De Voortzetting)
- 2010 - De Reis Om De Wereld In Tachtig Dagen (Het Zuidelijk Toneel)
- 2010 - Mahagonny Brecht (Het Zuidelijk Toneel)
- 2010 - Plot your city (Het Zuidelijk Toneel)

## Filmografie
- 2006 Wild Romance
- 2008 Landje
- 2009 Julia's hart
- 2012-2013 Penoza II – advocaat Wilkens
- 2016-2017 Petticoat – Tine Veenstra
- 2016-2017 Flikken Maastricht – Gemeenteambtenaar
- 2018 Fenix - Claire
- 2022 Het jaar van Fortuyn (aflevering 2)

## Televisieserie
- 2018 Ik weet wie je bent - Sylvia Kasteel